# Pararetifusus
Pararetifusus là một chi ốc biển, là động vật thân mềm chân bụng sống ở biển trong họ Buccinidae.

## Các loài
Các loài trong chi Pararetifusus gồm có:
- Pararetifusus dedonderi Fraussen & Hadorn, 2001[2]
- Pararetifusus kantori Kosyan, 2006[3]
- Pararetifusus kosugei Kosyan, 2006[4]